# 杨重华
杨重华（1919年12月—2002年12月14日），原名杨应芬，广东省顺德市人。中华人民共和国政治人物。

## 生平
1938年5月参加革命，同年加入中国共产党，长期从事党的地下工作。1949年11月至1950年1月，在北江公学任教育长。1950年2月至6月，任《北江日报》总编辑。1950年7月至1950年8月，任中共北江地委宣传部教育科科长。1950年9月至1951年6月，任中共中央华南分局宣传部干部教育科副科长。1951年7月至1968年，任广东人民出版社编辑部主任、副社长。1968年12月至1971午10月在文化大革命期间受审查，下放到英德县黄陂“五七”干校劳动。1972年2月，任广东人民出版社副社长兼总编辑，1985年8月离休。2002年12月14日去世。